# 乌登斯
乌登斯是奥地利蒂罗尔州施瓦茨县的一个市镇。总面积6.72平方公里，总人口1575人，人口密度234.4人/平方公里（2005年）。